# Echte bonito

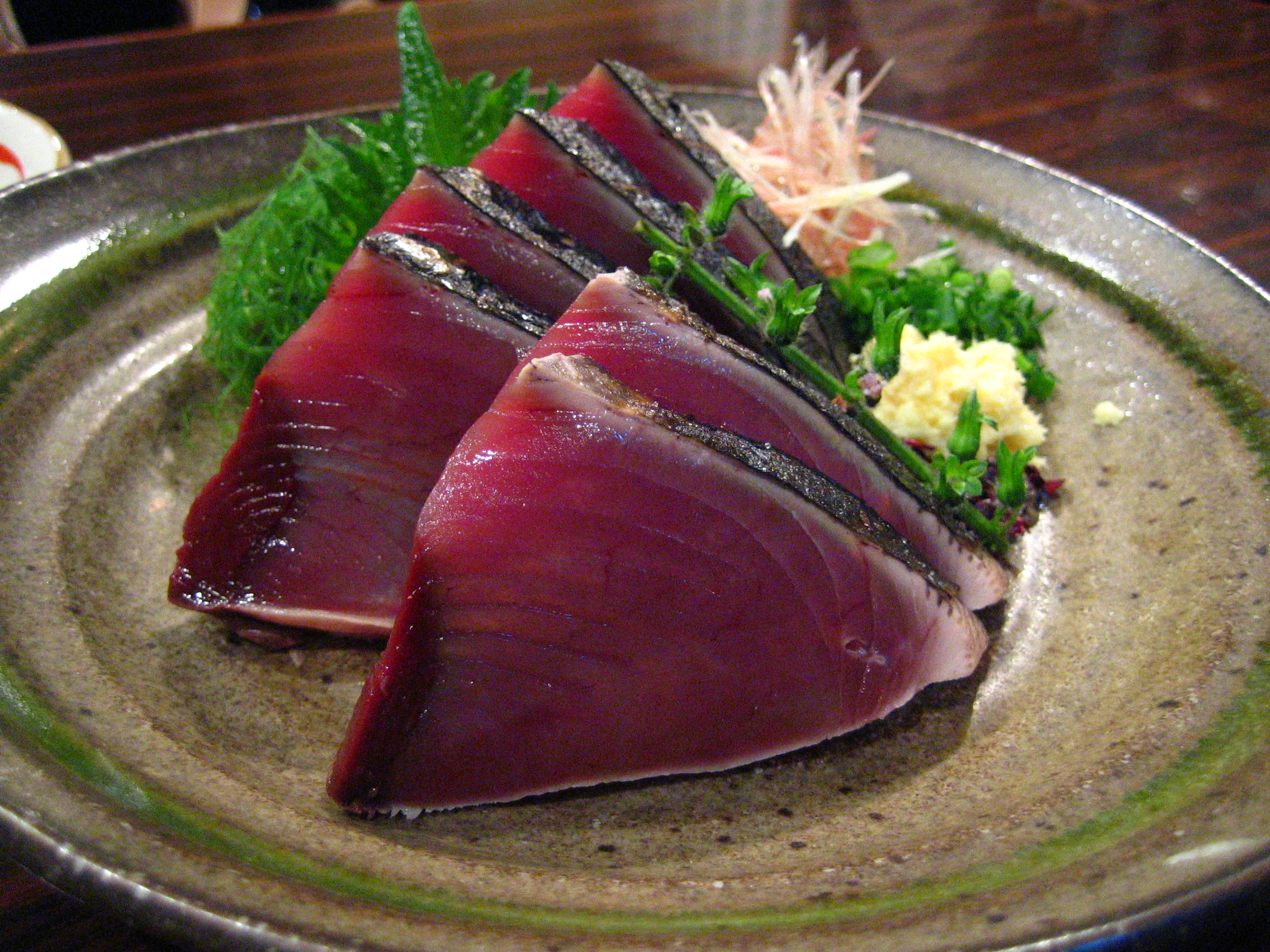
"Katsuo no Tataki"

De echte bonito (Katsuwonus pelamis) is een straalvinnige vis uit de familie van de makrelen (Scombridae) en behoort derhalve tot de orde van de baarsachtigen (Perciformes). De vis wordt ook wel gestreepte tonijn genoemd en is verder ook bekend onder de namen skipjack, skipjacktonijn of bonito. De echte bonito kan een totale lichaamslengte bereiken tot 108 centimeter. De hoogst geregistreerde leeftijd is twaalf jaar. Het is de enige soort binnen het monotypische geslacht Katsuwonus.
Het is een gestroomlijnde, snel zwemmende pelagische vis die in alle tropische zeeën voorkomt. De vis zwemt in scholen van maximaal 50.000 exemplaren. Het is een roofvis, die zelf ook prooi is van grotere vissen en haaien.

## Leefomgeving
De echte bonito is een zoutwatervis. De vis prefereert een tropisch klimaat. De echte bonito komt onder andere voor in de Middellandse Zee. De diepteverspreiding varieert van 0 tot 260 meter onder het wateroppervlak. Hij vormt scholen met haaien, walvissen en soms zelfs stukken wrakhout of ander afval.

## Relatie tot de mens
De echte bonito is voor de visserij van groot commercieel belang; in 2011 werd er meer dan 2,5 miljoen ton van deze vissoort gevangen. In de blikjes tonijn die in Nederlandse en Belgische supermarkten verkocht wordt zit vaak deze vissoort, maar ook de witte tonijn (Thunnus alalunga) eindigt vaak ingeblikt. In de hengelsport wordt er ook op de vis gejaagd. De echte bonito behoort niet tot de 'echte' tonijnen uit het geslacht Thunnus maar tot de gestreepte tonijnen uit het geslacht Katsuwonus. De vangstmethode is meestal met zegenvisserij.
Voor de mens is het eten van de echte bonito potentieel gevaarlijk, omdat er gevallen van ciguatera-vergiftiging voorkomen.